# ۷۴۹ (قمری)
۷۴۹ (قمری)، هفتصد و چهل و نهمین سال در گاهشماری هجری قمری است. اول محرم این سال برابر با نهم آوریل سال ۱۳۴۸ میلادی است.

## رویدادها
- دانشمندجی که دو سال پیش به دست امیر قزغن به جای غازان خان بن یساور به پادشاهی خانات جغتای رسیده بود، توسط امیر قزغن کشته شد و این بار بیان‌قلی (en) را به جای او (دانشمندجی) نشاند.

## درگذشتگان
- ذی‌الحجة:  ابن الوردی، ادیب، نویسنده پُراثر و شاعر شامی.

## وابسته
- مرینیان